# Socratesbrug
De Socratesbrug is een basculebrug over het Merwedekanaal in de stad Utrecht. De brug werd in 1964 geopend en vormt een verbinding tussen de wijken Transwijk en Rivierenwijk, respectievelijk de Beneluxlaan en de Socrateslaan, in het zuiden van de stad. Aan de westzijde overspant de brug een fiets- annex voetpad tussen de Zeehaenkade en de Kanaalweg. In het talud van het overspannende fietspad aan de ZW-zijde is in 2013 een ondergrondse waterberging geherbergd.
De wijdte van de brug bedraagt 14 m, de hoogte in gesloten stand KP +2,63 m.
Voor de huidige Socratesbrug lag er een draaibrug over het kanaal van het hetzelfde type als de Muntbrug over hetzelfde kanaal. De brug wordt op afstand bediend.